# Deltocephalus saladurus
Deltocephalus saladurus är en insektsart som beskrevs av Ball och Delong 1926. Deltocephalus saladurus ingår i släktet Deltocephalus och familjen dvärgstritar. Inga underarter finns listade i Catalogue of Life.